# Блум, Якоб Корнелис

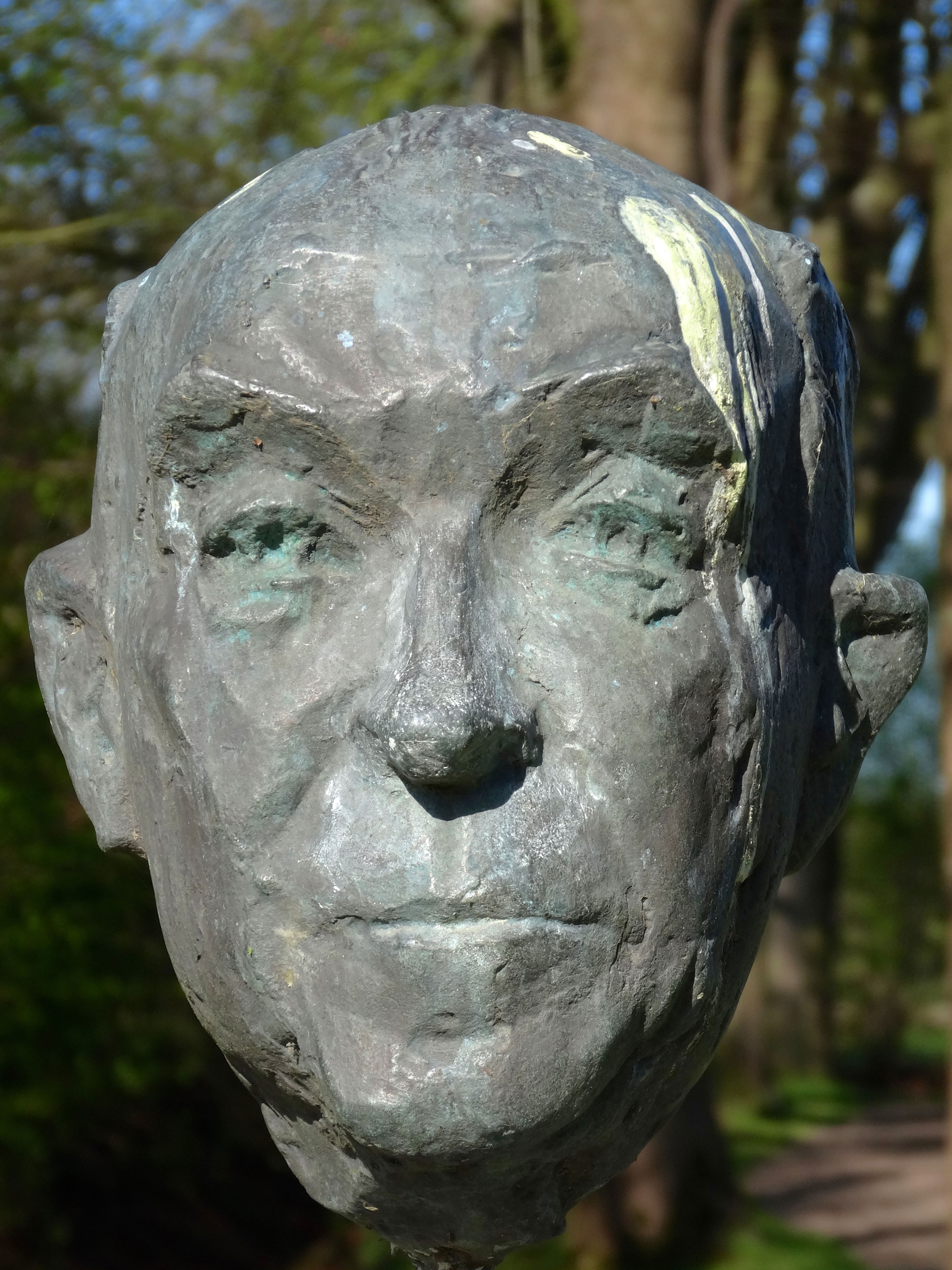
Бюст Якоба Корнелиса Блума

Якоб Корнелис Блум (нидерл. Jakobus Cornelis (Jacques) Bloem; 10 мая 1887, Южная Голландия — 10 августа 1966, Стенвейкерланд) — голландский поэт, прозаик и эссеист.

## Биография
В молодости Блюм был большим поклонником символистской поэзии Шарля Бодлера. С 1921 по 1958 год опубликовал четырнадцать томов поэзии. В 1949 году был награждён литературной Премией Константейна Хёйгенса, одной из высших литературных наград страны, в 1952 году — Премией имени П. К. Хофта за литературные успехи. В 1965 году, в условиях стремительно ухудшающегося здоровья, был удостоен высшей литературной награды на голландском языке — Нидерландской литературной премии . Был номинирован на Нобелевскую премию по литературе
Его литературное наследие, помимо поэзии, остается спорным: поэта подозревали в антисемитизме и в симпатиях, по крайней мере первоначально, к немецкому нацистскому правительству, в недавней биографии была высказана мысль о том, что он был гомосексуалистом.
Его именем названа голландская литературная премия.

## Избранные произведения
- Het verlangen. 1921.
- Media vita. 1931.
- Nederlaag. 1937.
- Sintels. 1945.
- Quiet though sad: gedichten . 1946.
- Verzamelde gedichten. 1947.
- Verzamelde Beschouwingen. 1950.
- Afscheid. 1957.
- Poëtica. 1969.
- Ongewild archief. 1977. ISBN 90-6291-009-2.